# Carols
Carols è un brano musicale della cantante giapponese Ayumi Hamasaki, pubblicato come suo trentaquattresimo singolo il 29 settembre 2004. È il suo ventunesimo singolo a raggiungere la vetta della classifica Oricon dei singoli più venduti in Giappone e vendendo oltre 340 000 copie. Carols è l'unico singolo di Ayumi Hamasaki ad essere stato pubblicato in formati DVD-Audio e SACD. È stato l'ultimo singolo ad essere estratto dall'album My Story.

## Tracce
CD singolo
CD
Testi e musiche di Ayumi Hamasaki e Tomoya Kinoshita.
1. CAROLS
2. Carols "Criminal Tribal Mix" – 6:45
3. Carols "Hammond B-3 Whisper" – 5:47
4. Carols "Original Mix ~instrumental~" – 5:30

DVD
1. Carols (PV)

## Classifiche
| Classifica (20054)          | Posizione più alta |
| --------------------------- | ------------------ |
| Oricon Weekly Singles Chart | 1                  |